# Halabarda

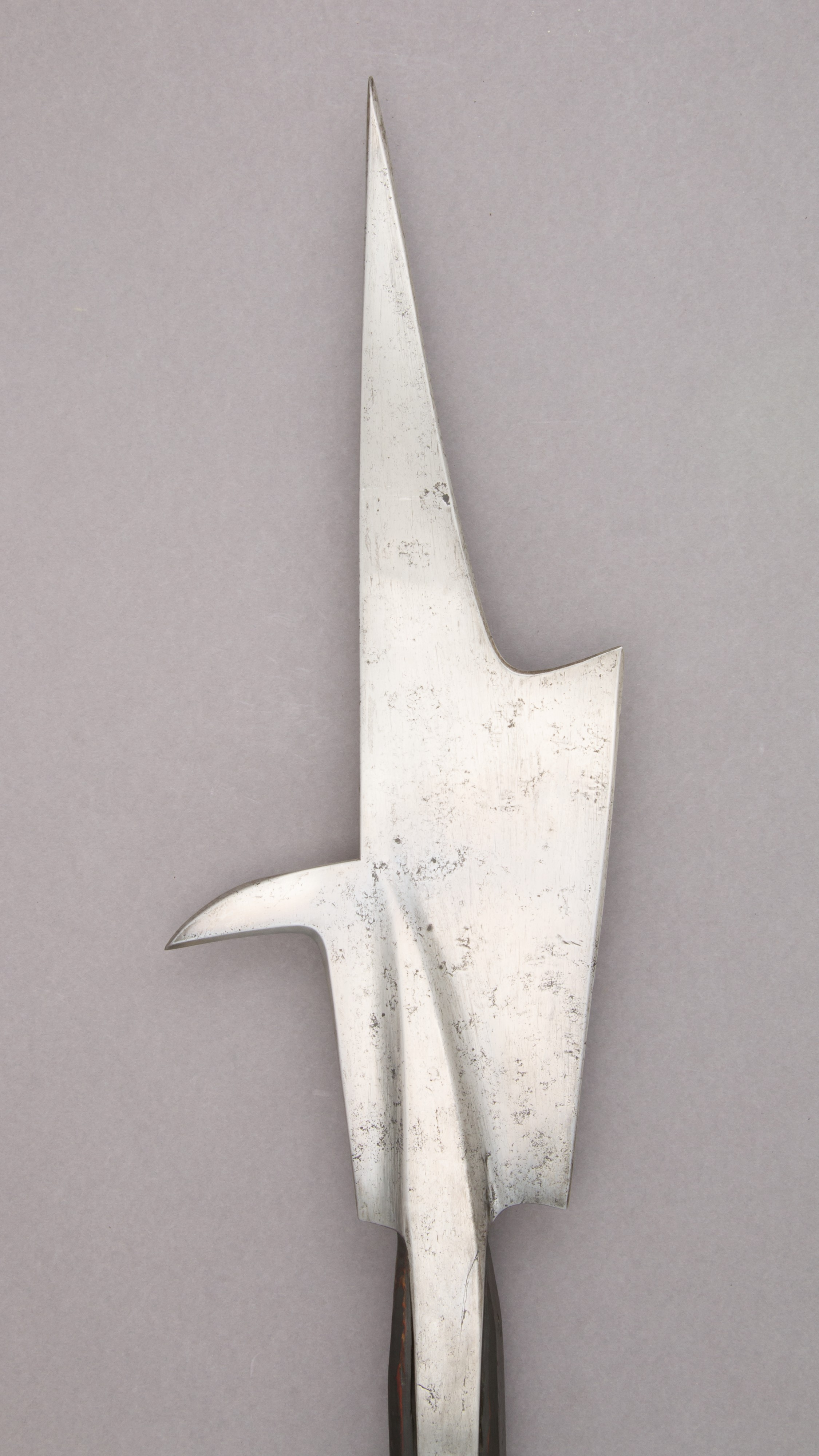
Żeleźce wczesnej halabardy z XV w.

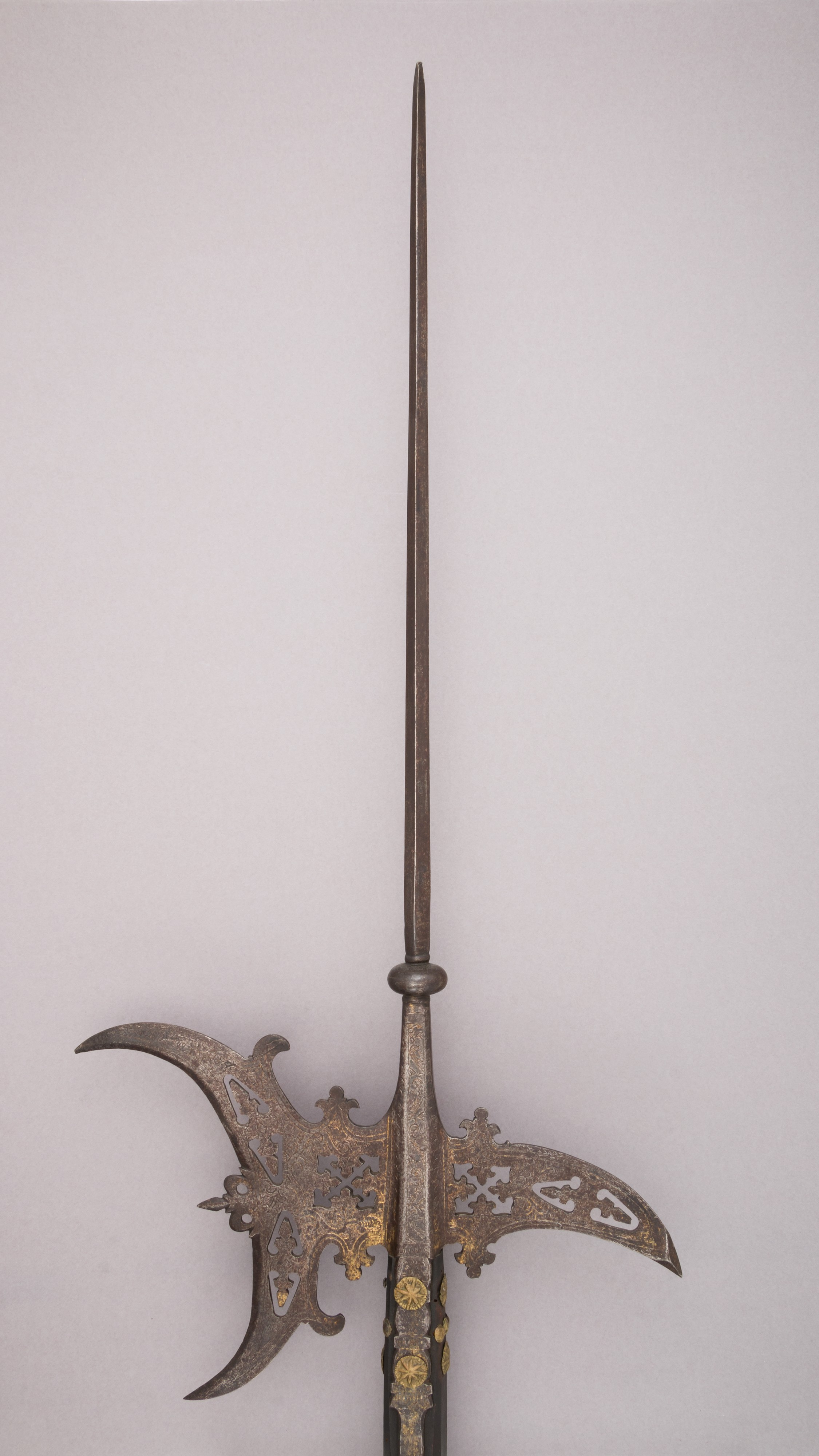
Ozdobne żeleźce włoskiej dworskiej halabardy z XVI w.

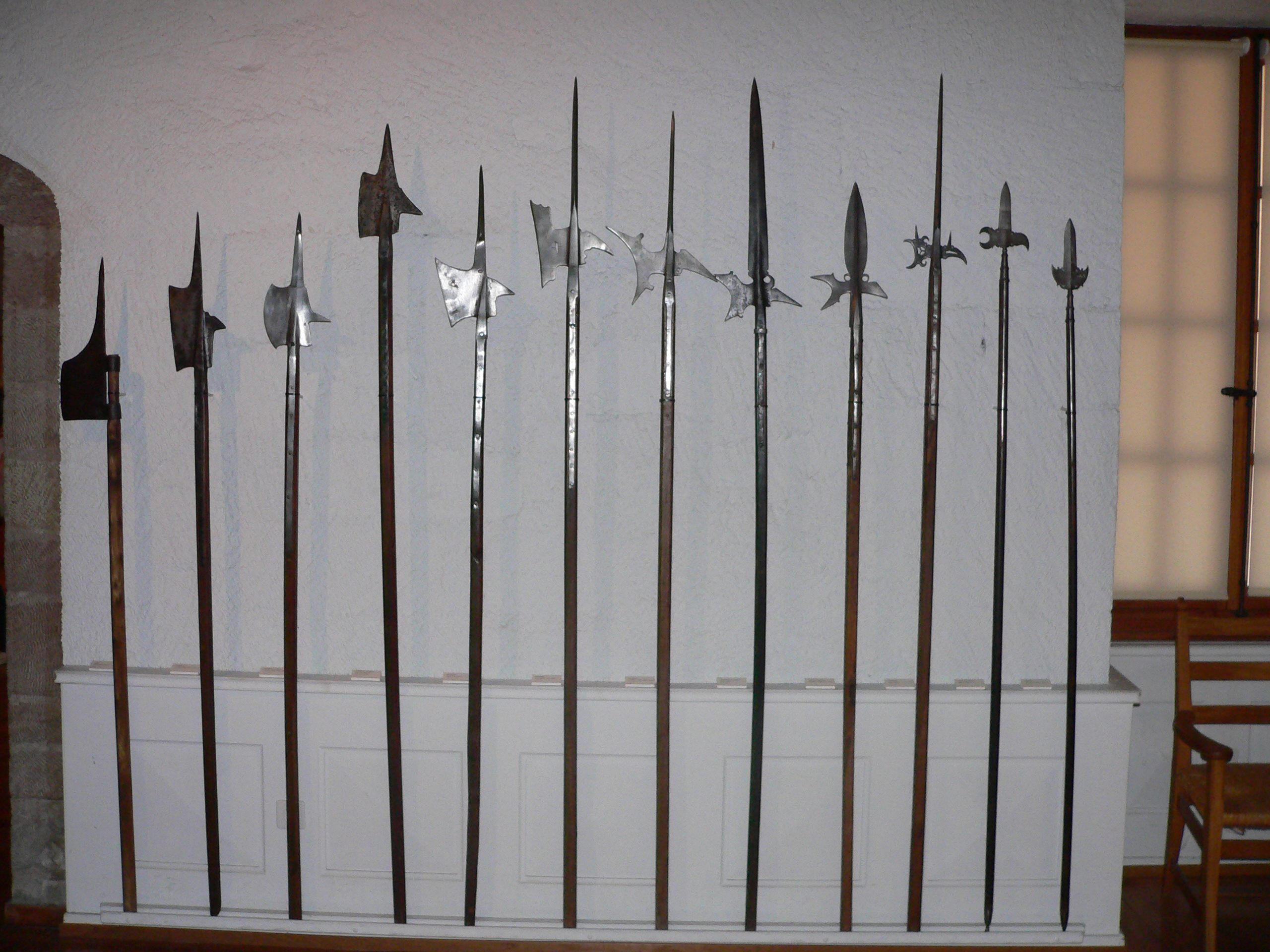
Różne rodzaje halabard oraz partyzana (pierwsza z prawej)

Halabarda – dwuręczna broń drzewcowa, która zdobyła popularność między wiekiem XIV a wiekiem XV. Typowa halabarda mierzy od 1,5 m do 1,8 m i składa się z drzewca z głownią łączącą w sobie elementy trzech broni: topora z jednej strony, haka z drugiej i włóczni pośrodku (w postaci długiego grotu). Dzięki temu była uniwersalna, mogąc służyć zarówno do cięcia jak i kłucia. Hak był szczególnie użyteczny przeciw kawalerzystom, pozwalając halabardnikowi ściągnąć jeźdźca z wierzchowca. Od XVI w. używana przez straż pałacową i miejską. Dzięki swej prostej budowie, wysokiej skuteczności i niskiemu kosztowi produkcji była bardzo popularna i szeroko dostępna. Używano jej głównie, aby pokonać pikinierów albo rycerzy walczących mieczem, gdyż długość tej broni zapewniała halabardnikom dużą przewagę. 
Halabarda była podstawową bronią wczesnej armii szwajcarskiej od XIII wieku, następnie rozprzestrzeniła się także na inne kraje, w dużym stopniu ze szwajcarskimi wojskami zaciężnymi. 
Broniami pokrewnymi są: glewia (bez wyraźnego szpikulca) i gizarma (bez wyraźnego topora). Czasem (nieściśle) nazywa się halabardami dwa typy orientalnych broni drzewcowych: japońską naginatę (bardziej zbliżoną do glewii) i chińskie ge, zbliżone do halabardy, ale bez szpikulca (miała go późniejsza wersja, bliższa europejskiej, zwana ji)
Jako że broń palna zdominowała pole walki, halabarda nie jest obecnie używana bojowo. Jej rola ogranicza się do  funkcji reprezentacyjnej i ceremonialnej  jako symbol służby wojskowej (np. Gwardia Szwajcarska) lub na warcie honorowej.
Ostatni raz halabardy były wykorzystywane bojowo przez Polaków w powstaniu styczniowym. Głównie wtedy w oddziałach kosynierów używano kos bojowych. Opisany jest jednak przypadek, gdy do oddziału zgłosił się ochotnik ze starą halabardą. Czasami też w powstaniu styczniowym brakowało kos, które można by przekuć na sztorc. Wtedy domowymi sposobami zaczęto produkować broń, którą nazwano mianem halabard. Były to zwykłe siekiery osadzone na długich drążkach. Tak postępowano między innymi w obozie w Ojcowie w lutym 1863. Powstańczy halabardnicy brali potem udział w bitwie pod Miechowem. 